# Флэнаган, Боб
Боб Флэнаган (англ. Bob Flanagan; 27 декабря 1952 — 4 января 1996) — американский писатель, поэт, музыкант, художник, комик. Работал с комедийной труппой The Groundlings.

## Биография
Родился в Нью-Йорке, рос в Глендейле (штат Калифорния), где изучал литературу. Переехал в Лос-Анджелес в 1976. В 1978, Боб издал свою первую книгу, The Kid Is A Man.
Флэнаган родился с муковисцидозом, поэтому он использовал БДСМ, чтобы преобразовывать свою боль в удовольствие, а его в свою очередь в искусство. Его  сестра, Патрисия, умерла от муковисцидоза в возрасте 21 года.
О Флэнагане снят документальный фильм SICK: The Life & Death of Bob Flanagan, Supermasochist (1997, режиссёр Кирби Дик).
Пожалуй, самая знаменитая работа Флэнагана — клип Nine Inch Nails «Happiness in Slavery», который был запрещен к показу, из-за сцены, где Флэнаган дал разорвать себя на части, как раб машины.
В 1993 Флэнаган появился в клипе Danzig «It’s Coming Down». В полной версии видео он вбивает гвоздь в головку своего члена перед тем, как помочиться.
Он также сыграл небольшую роль в клипе Godflesh «Crush my Soul» (режиссёр Андрес Серрано), где жена Шери Роз подвешивает его к потолку.
4 января 1996 в возрасте 43 лет он умер от муковисцидоза.

## Фильмография
- 1992 — Broken / Broken Movie
- 1994 — Новая эра/ The New Age
- 1997 — Closure
- 1997 — Sick: The Life & Death of Bob Flanagan, Supermasochist

## Сайты
- Некролог
- Из Poetry Journal
- Журнал Боли
- Why (поэма о жизни Флэнагана, написанная им)